# Вероника можжевёловая
Вероника можжевёловая (лат. Veronica arceutobia) — многолетнее травянистое растение, вид рода Вероника (Veronica) семейства Подорожниковые (Plantaginaceae).

## Распространение и экология
Ареал вида охватывает Азербайджан (гора Боздаг). Эндемик.
Произрастает среди зарослей можжевельника.

## Ботаническое описание
Стебли приподнимающиеся, с торчащими, цветочными, многочисленными ветвями, опушённые серыми, прижатыми, курчавыми волосками.
Листья в очертании яйцевидные, дважды перистораздельные, с узколинейными или почти нитевидными долями, отчасти низбегающими.
Цветки в длинных многоцветковых соцветиях на прямых и отклонённых цветоножках; прицветники простые или трёх-многоразрезные, равные или в два-три раза короче цветоножек. Доли чашечки линейные, неравные, наружные вдвое длиннее внутренних; венчик интенсивно синий или голубой, диаметром 5—7 мм.
Коробочка широкообратносердцевидная, к основанию клиновидная, с очень тупой выемкой на верхушке, с твёрдыми створками.

## Таксономия
Вид Вероника можжевёловая входит в род Вероника (Veronica) семейства Подорожниковые (Plantaginaceae) порядка Ясноткоцветные (Lamiales).
|  |                                      |  |                                                             |                                                             |                          |  | ещё 21 семейство (согласно Системе APG II) | ещё 21 семейство (согласно Системе APG II) |                           |  |  |  | ещё от 300 до 500 видов |
|  |                                      |  |                                                             |                                                             |                          |  | ещё 21 семейство (согласно Системе APG II) | ещё 21 семейство (согласно Системе APG II) |                           |  |  |  | ещё от 300 до 500 видов |
|  |                                      |  |                                                             | порядок Ясноткоцветные                                      |                          |  |                                            |                                            | род Вероника              |  |  |  |                         |
|  |                                      |  |                                                             | порядок Ясноткоцветные                                      |                          |  |                                            |                                            | род Вероника              |  |  |  |                         |
|  | отдел Цветковые, или Покрытосеменные |  |                                                             |                                                             | семейство Подорожниковые |  |                                            |                                            | вид Вероника можжевёловая |  |  |  |                         |
|  | отдел Цветковые, или Покрытосеменные |  |                                                             |                                                             | семейство Подорожниковые |  |                                            |                                            |                           |  |  |  |                         |
|  |                                      |  | ещё 44 порядка цветковых растений (согласно Системе APG II) | ещё 44 порядка цветковых растений (согласно Системе APG II) |                          |  |                                            | ещё 90 родов                               | ещё 90 родов              |  |  |  |                         |
|  |                                      |  |                                                             | ещё 44 порядка цветковых растений (согласно Системе APG II) |                          |  |                                            |                                            | ещё 90 родов              |  |  |  |                         |